# Sapporo-Maruyama-Zoo
Koordinaten: 43° 3′ 5,5″ N, 141° 18′ 28,4″ O
Der Sapporo-Maruyama-Zoo (jap. 札幌市円山動物園 Sapporo-shi Maruyama dōbutsuen, deutsch ‚Maruyama-Zoo der Stadt Sapporo‘) ist ein Zoo, der sich in Chūō-ku, einem Stadtbezirk von Sapporo, der Hauptstadt der japanischen Präfektur Hokkaidō befindet. Der Zoo ist ein Teil des Maruyama-Parks, der den gleichen Namen wie der Maruyama-Park in Kyōto trägt, dem er gärtnerisch nachempfunden wurde. Die nördliche Begrenzung des Zoos bildet das Maruyama Baseball Field.

## Geschichte
Sein Ursprung liegt darin, dass die Stadt Sapporo Tiere für den Ueno Zoo in Tokio beherbergte. Dies stieß auf sehr großes Interesse bei der Bevölkerung. Daraufhin wurde beschlossen, einen eigenständigen, permanenten Tierpark zu gründen, der 1951 als Sapporo-Maruyam-Zoo eröffnet wurde. Im Laufe der Jahre wurden die Tierunterkünfte ständig erweitert und den aktuellen Bedingungen für die Tierhaltung angepasst. Hervorzuheben ist die Eröffnung einer Eisbärenanlage, die bei ihrer Eröffnung 2018 die größte Eisbärenanlage in Japan darstellte.

## Anlagenkonzept und Tierbestand
Auf dem Gelände des Zoos werden Säugetiere, Vögel, Reptilien, Amphibien und Fische aller Kontinente gehalten. Die Philosophie des Zoos ist es, den natürlichen Lebensraum der Tiere so nachzubilden, dass sie weitgehend gemäß ihrer natürlichen Instinkte handeln. Der Zoo ist in mehrere Sektionen unterteilt. Asiatische Elefanten (Elephas maximus) leben auf einer großen Freianlage. Weitere Hauptanlagen betreffen eine Asiatische und eine Afrikanische Zone, ein Känguruhaus, Anlagen für Bewohner polarer Regionen sowie des tropischen Regenwalds, ein tropisches Vogelhaus, ein Haus für Bewohner alpiner Regionen, ein Amphibien- und Reptilienhaus sowie ein Affenhaus. Eine ausgedehnte Anlage zur Haltung von Orang-Utans befindet sich im Bau.
Außerdem enthält das Gelände einen Streichelzoo, einen Spielplatz, ein Informationszentrum und ein kleines Museum. Ein schmaler, urwaldähnlicher Bereich zielt darauf ab, das unberührte Sapporo zu Anfang des 20. Jahrhunderts nachzubilden.

## Trivia
Der Zoo war mehrere Jahre lang bemüht, zwei im Jahr 2010 als Pärchen von einem südkoreanischen Zoo erworbene Tüpfelhyänen (Crocuta crocuta) zu verpaaren, um Jungtiere zu erhalten, was jedoch nicht gelang. Daraufhin wurden Ultraschall- und Hormonuntersuchungen durchgeführt, die ergaben, dass es sich bei den Tieren um zwei Männchen handelt.

## Galerie
Nachfolgende Bildreihe zeigt einige Tierarten aus dem Bestand des Zoos:

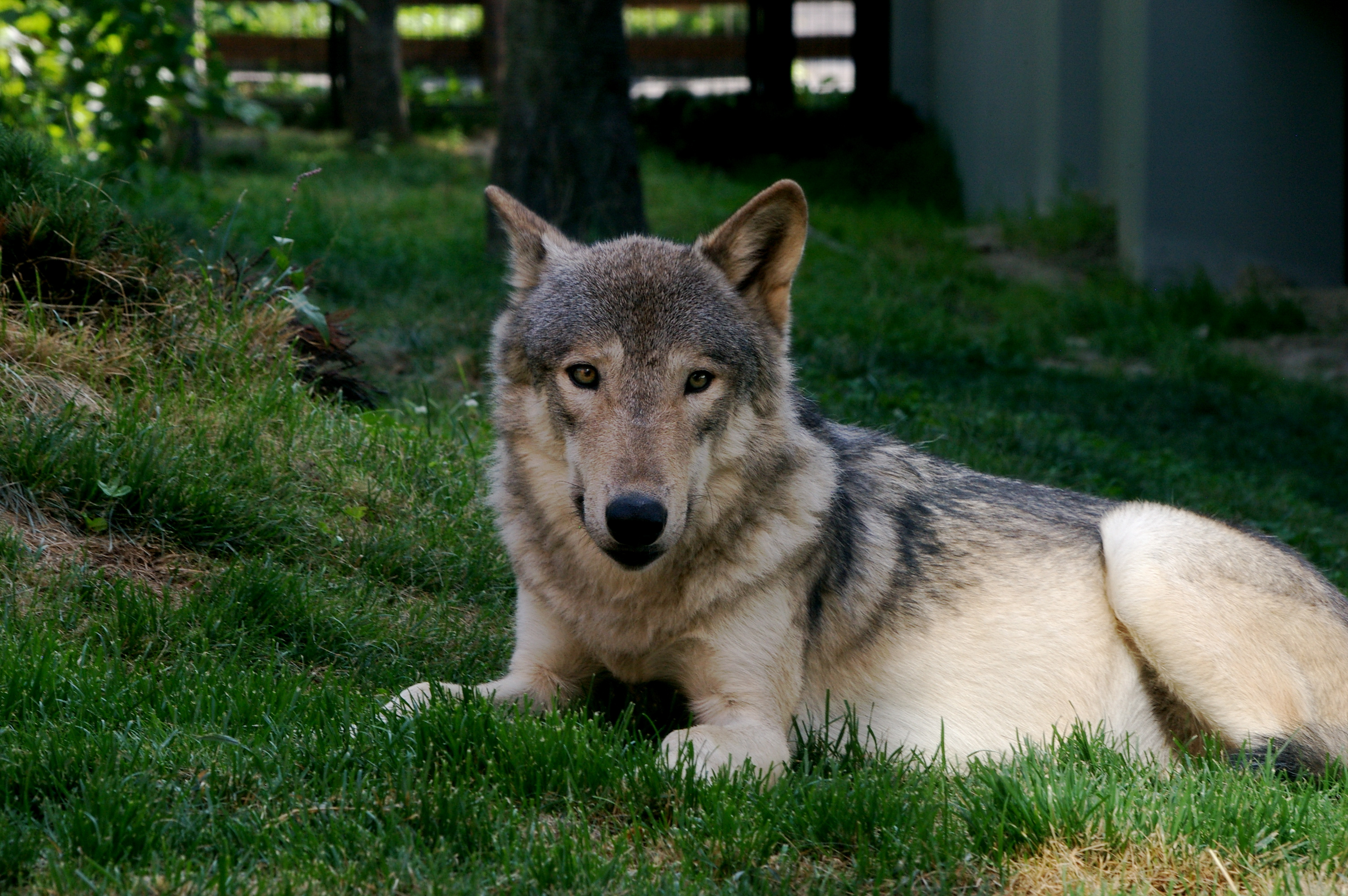
Wolf (Canis lupus)
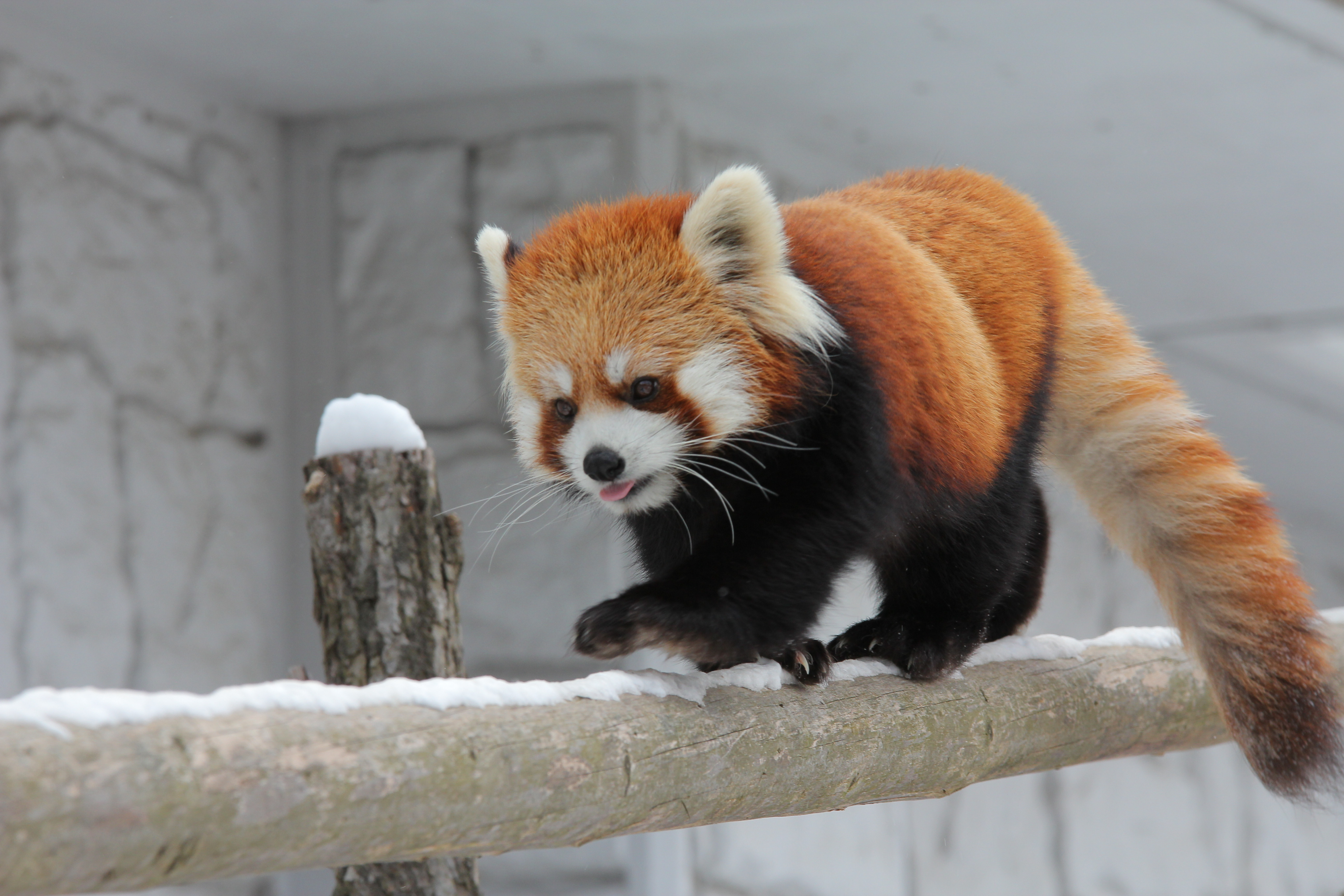
Westlicher Kleiner Panda (Ailurus fulgens)
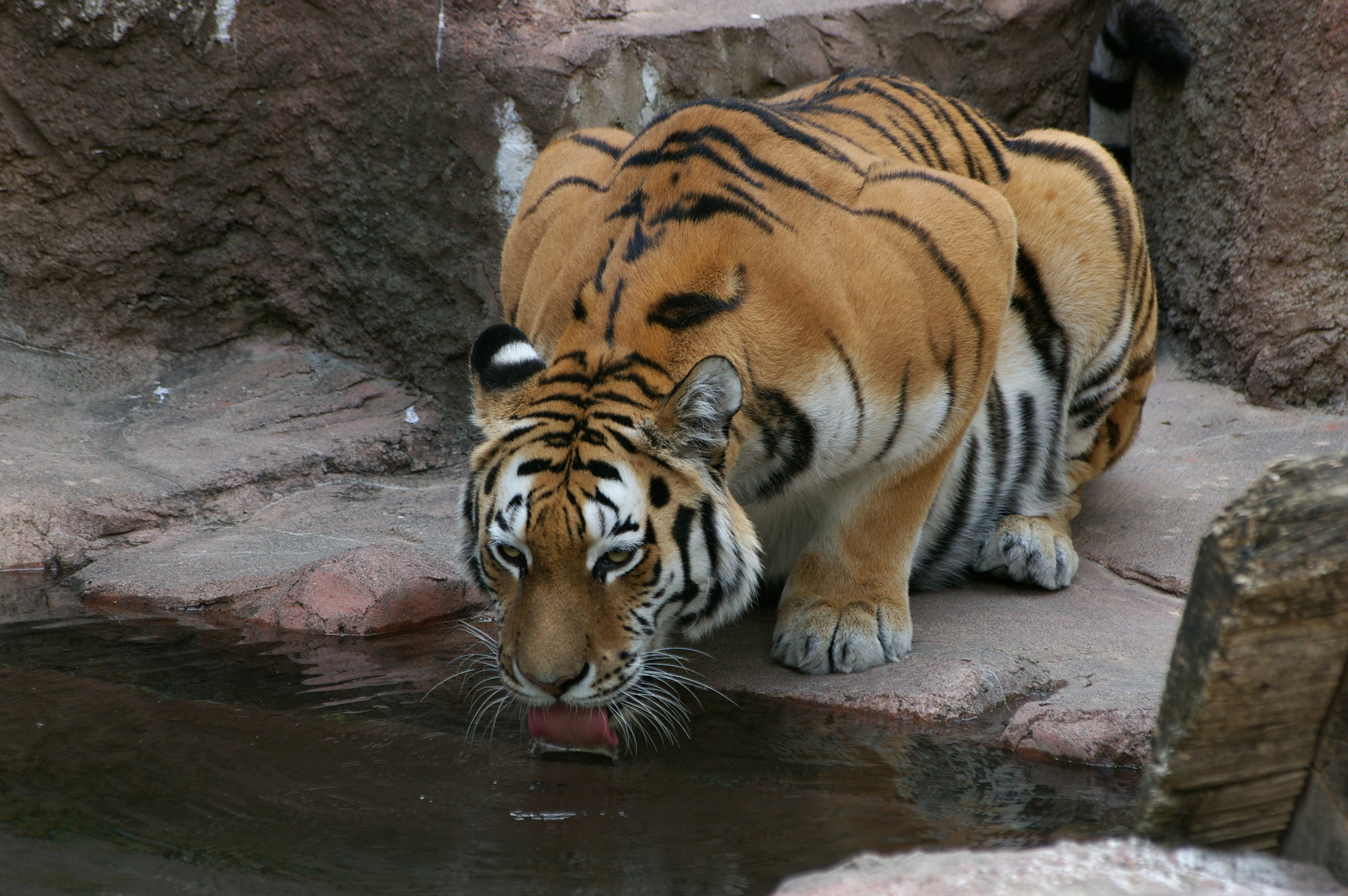
Sibirischer Tiger (Panthera tigris altaica)
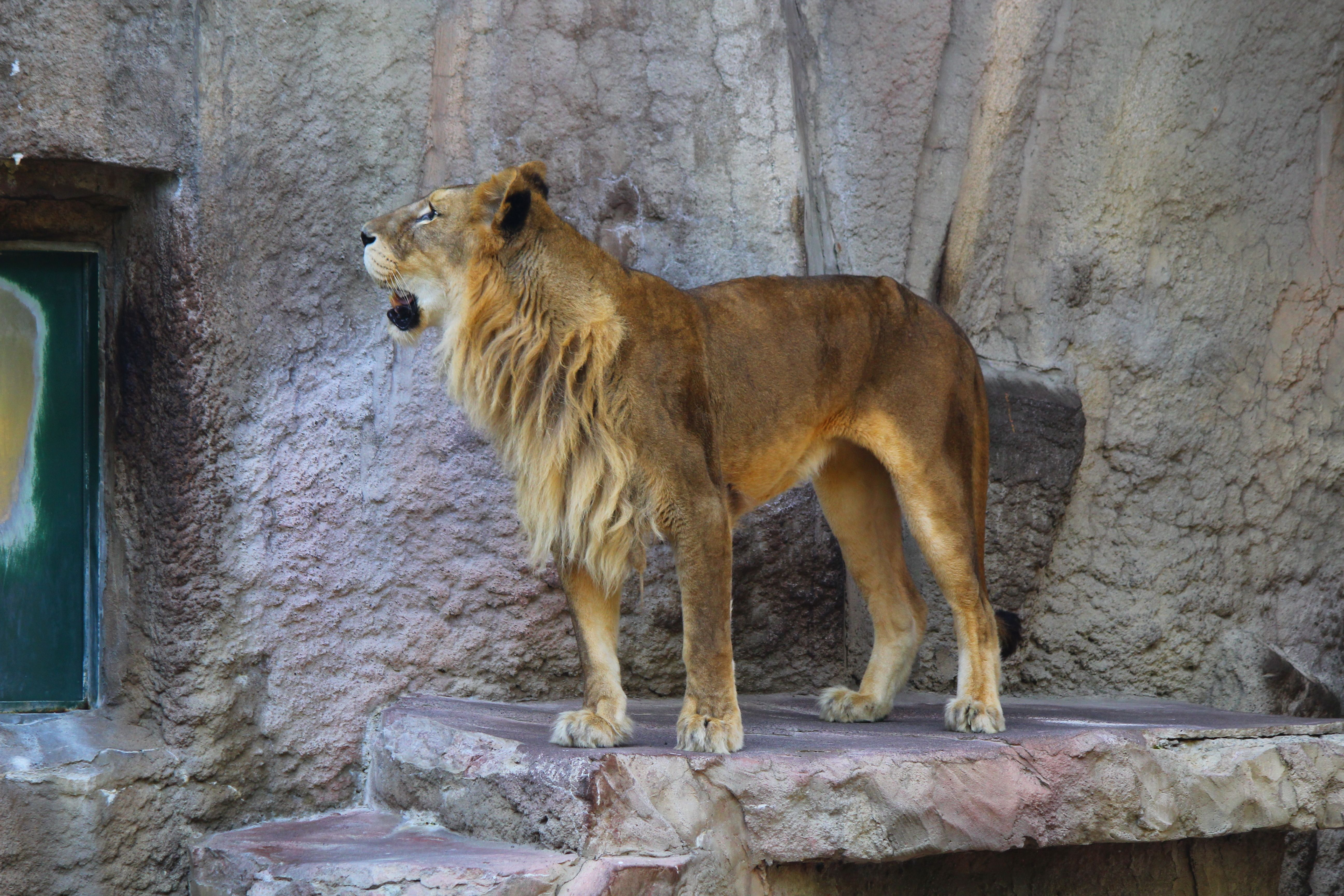
Löwin (Panthera leo)
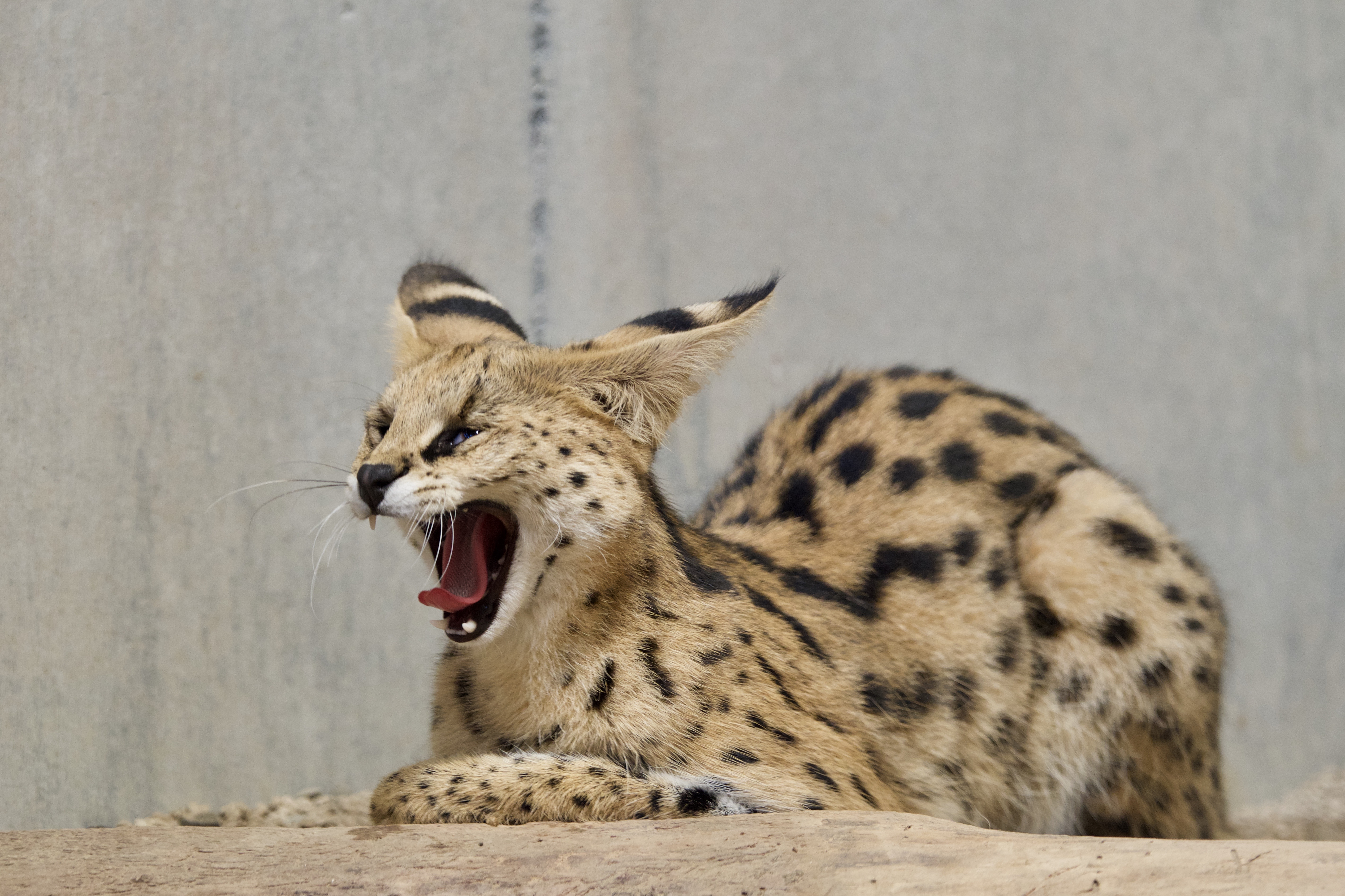
Serval (Leptailurus serval)